# Jørnfjorden
Jørnfjorden er en fjordarm af Eidsfjorden på Langøya i Bø i Vesterålen kommune i Vesterålen i Nordland fylke  i Norge. Fjorden har indløb mellem Trettholmen i vest og Mikkelsøya i øst og går syv kilometer mod nord til Nedre Verhalsen.
Bebyggelsen Auvåg ligger på vestsiden lige ved indløbet, mens Røsnes ligger på østsiden. Ret nord for Auvåg ligger de to bugter Nordvågen og Langfjorden. En lille fjordarm længere inde i fjorden hedder Kvernfjorden. Den går omkring 800 meter ind til bebyggelsen med samme navn på østsiden. På den vestlige side af fjorden ligger bebyggelsen Klaksjord. 
Fylkesvej 913 (Nordland) går langs hele østsiden af fjorden.